# Accouplement (orgue)
Pour les articles homonymes, voir Accouplement.

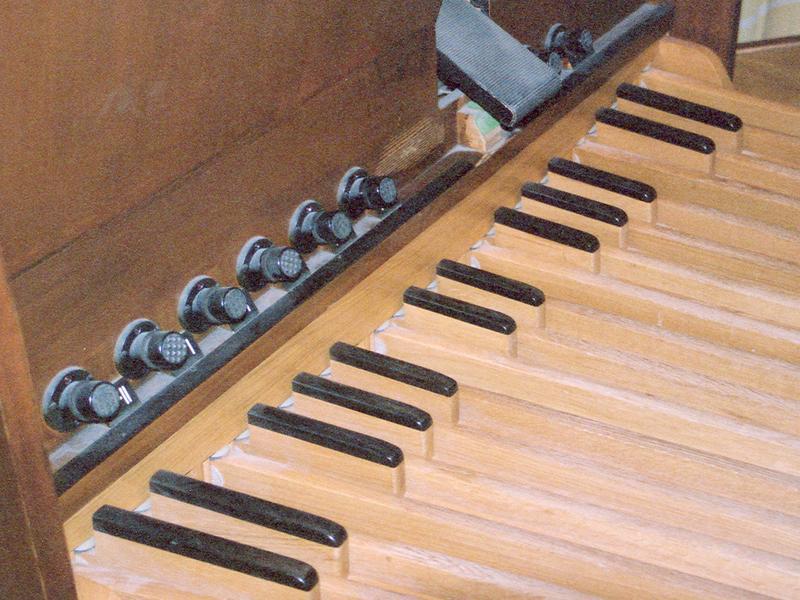
Accouplement

Dans un orgue, l'accessoire que l'on nomme accouplement est le mécanisme qui permet de faire jouer simultanément les touches de plusieurs claviers en n'en touchant qu'un seul.
Par exemple, pour faire jouer le clavier de Récit à partir du clavier de Grand Orgue, on "accouple" les deux claviers, généralement à l'aide d'un piston ou d'une cuillère qui enclenche un système qui peut être mécanique, pneumatique ou électromagnétique. Une fois l'accouplement enclenché, l'organiste peut jouer sur un seul de ces claviers (le clavier pilote) en faisant entendre les jeux des deux claviers à la fois. C'est l'accouplement qui retransmet à l'identique sur le clavier accouplé (le Récit) ce que l'organiste joue sur le clavier pilote (le Grand Orgue).
L'accouplement n'est pas un mécanisme réciproque. Si dans notre exemple le Grand Orgue permet de jouer les touches du Récit, le Récit ne permet pas de piloter le Grand Orgue.
Le plus souvent l'accouplement est en 8', c’est-à-dire que la hauteur est respectée (dans le cas sus-cité : do 1 enfoncé du GO tire le do 1 du Récit) mais on peut trouver, à partir de Cavaillé-Coll, des accouplements en 16' et en 4', aussi appelés justement octaves graves et octaves aigües, notamment au Récit sur lui-même (c’est-à-dire qu'en enfonçant le do 2, on joue en réalité le do 1 et le Do3) et du Récit sur le GO. Ce système tend à devenir automatique sur les orgues modernes. Les accouplements en 16' et 4' sont souvent accompagnés de l'unisson off qui permet d'annuler le jeu en 8'.
On peut trouver dans certains orgues de cinéma des accouplements à la quinte (exemple à l'orgue Christie installé au Pavillon Baltard : accouplement du Solo sur Great).
L'accouplement des claviers sur le pédalier se nomme tirasse.